# Iubire blestemată
Iubire blestemată (El fantasma de Elena; lit. „Fantoma Elenei”) este o telenovelă americană în limba spaniolă, distribuită internațional de canalul Telemundo. Producția este scrisă de Humberto Kiko Olivieri (El Rostro de Analia, Zorro, La Tormenta), având la bază scriptul Julia, scris tot de acesta în anul 1883.
Telenovela a fost lansată în 2010, fiind un eșec în comparație cu celelalte telenovele difuzate la acel moment și primind critici extrem de negative în America. Performanța telenovelei a dus la o schimbare totală a scriptului original cu scopul de a mări ratingul. Strategia, deși a a dus la urcarea ratingului, a fost dezaprobată de către spectatorii inițiali.
Deși în America, producția nu a avut succes, pe plan internațional a devenit una dintre cele mai bine cotate telenovele marca Telemundo, depășind succesul producțiilor anterioare. A fost distribuită în peste 70 de țări printre care Panama, Costa Rica, Serbia, Bulgaria, Germania, Danemarca, Venezuela, Paraguay, Croația, Columbia, Georgia, Chile, Albania, Rusia, Nicaragua, Republica Dominicană, El Salvador și Bosnia și Herțegovina. A fost lider de audiență în majoritatea țărilor în care a fost difuzată și a primit critici extrem de pozitive, fiind considerată o telenovelă care iese din tiparele obișnuite.
A fost protagonizată de Elizabeth Gutierrez (Acorralada, Amor Comprado, El Rostro de Analia), Segundo Cernadas (Muneca Brava, Bella Calamidades) și Ana Layevska (La Madrastra, Las Dos Caras de Ana) în primul rol antagonic, interpretând gemenele Calcano.

### Script
Povestea debutează cu două nunți tragice prezentate concomitent. Elena Lafe, o tânără călăreață, îl părăsește pe iubitul său Ovidio la altar, realizând că nu-l iubește în timp ce Eduardo Giron își lasă soția în momentul căsătoriei pentru a asista la nașterea unui iepe. A doua nuntă se soldează cu sinuciderea soției, Elena Calcano, care se aruncă de pe acoperișul reședinței.
Peste 1 an, în timp ce se întoarce de la o competiție, Elena Lafe îl găsește pe Eduardo, rănit, în mijlocul unei păduri și îl duce la hotelul tatălui său. Cei doi se îndrăgostesc și în scurt timp se căsătoresc. Eduardo o duce pe Elena la reședința sa unde nu este foarte bine primită de rude și unde chiar primul ei cuvânt aduce nenorocirea: Elena.
Din acest moment, noua soție va trebui să o înfrunte pe fantoma defunctei, sora sa geamănă, Daniela (ajunsă la sanatoriu după moartea Elenei), dădaca gemenelor și Corina (cumnata lui Eduardo).
În urma intrigilor țesute de dușmanii săi, Elena ajunge să afle că este nepoata lui Margot, o bătrână miliardară care vrea să îi cedeze averea. În același timp, familia lui Eduardo se află în ruină, ceea ce o face pe aceasta să creadă că întâlnirea cu Eduardo nu a fost întâmplătoare și că acesta vrea doar să dispună de moștenirea ei. Totuși, problemele Elenei nu se opresc aici: soția moartă o bântuie și chiar încearcă să o omoare în timp ce o vrăjitoare încearcă să o înnebunească la ordinele Corinei. Problemele se complică când Daniela scapă de la sanatoriu după ce ucide un doctor. Aceasta este primită înapoi în casă și, într-o criză de nebunie, aprinde reședința. Numeroase personaje mor în incendiu, printre care Benjamin, nepotul lui Eduardo, Marisela, mama Elenei Lafe, și Samuel, grădinarul.
Margot este asasinată de nepoata ei Dulce și o lasă prin testament unică moștenitoare pe Elena Lafe. Între timp, se află că de fapt Daniela este cea moartă și că Elena se aflase în sanatoriu în tot acest timp. Elena Calcano își reia locul cuvenit în reședința lui Eduardo, iar Elena Lafe plănuiește să se răzbune. Printr-un document al lui Margot, preia controlul moșiei, al hipodromului și îi lasă pe Elena Calcano și Eduardo în ruină. Mai mult, se căsătorește cu Montecristo (fratele vitreg al lui Eduardo). Lucrurile pentru Elena se complică atunci când află că este însărcinată cu Eduardo, dar continuă să pretindă că ar fi copilul lui Montecristo.

### Distribuție
- Elizabeth Gutierrez - Elena Laffe
- Segundo Cernadas - Eduardo Giron
- Ana Layevska - Elena & Daniela Calcano
- Fabian Rios - Montecristo Palacios
- Maritza Bustamante - Corina
- Elluz Perraza - Latona
- Carlos Montilla - Dario
- Katie Barberi - Rebeca
- Zully Montero - Margot & Ruth
- Braulio Castillo Hijo - Tomas
- Henry Zakka - Alan
- Eva Tamargo - Marisela
- Gerardo Riveron - Samuel
- Adrian Carvajal - Benjamin
- Marisol Calero - Nena Ochoa
- Freddy Visquez - Anacleto
- Juan Pablo Llano - Walter
- Victor Corona - Calima
- Beatriz Monroy - Jesusa
- Wanda D'Isidoro - Laura
- Jessica Mas - Dulce
- Liannet Borrego - Milady
- Michele Jones - Candiga
- Yuly Ferreira - Sandra
- Leslie Stewart - Vicky
- Isabella Castillo - Andreea
- Ariel Texido - Tulio
- Karen Garcia - Clara
- Lino Martone - Ramirez
- Mauricio Henao - Michel
- Xavier Coronel - Aguas

1. ↑   http://live.dbpedia.org/resource/El_fantasma_de_Elena, accesat în 19 aprilie 2020 Lipsește sau este vid: |title= (ajutor)
2. ↑   http://dbpedia.org/resource/El_fantasma_de_Elena, accesat în 19 aprilie 2020 Lipsește sau este vid: |title= (ajutor)